# آگ‌ا آا ۱۹۲
آگ‌اُ آاُ ۱۹۲ کوریر (به آلمانی: AGO Ao 192) یک هواگرد سبک تک‌باله دوموتوره دوسرنشین آلمانی بود که توسط شرکت آگ‌اُ فلوکتسایک‌ورک در دهه ۱۹۳۰ میلادی طراحی و ساخته شد. پس از طراحی سه پیش‌نمونه، تنها شش فروند از این هواگرد از خط تولید خارج گردید.

## طراحی و توسعه
آگ‌اُِ فلوکتسایک‌ورک در سال ۱۹۳۴ در اوکسرزلبن مجدداً تأسیس شد و در نخستین طراحی خود یک هواپیمای چند منظوره سبک دوموتوره تحت عنوان آگ‌اُ آاُ ۱۹۲ را ارائه کرد.
آگ‌اُ آاُ ۱۹۲ یک هواپیمای تک‌باله پایین بال خوداتکای تمام فلزی بود. اتاقک سربسته سرنشینان که خدمه در آن کنار یکدیگر می‌نشستند بر روی شاسی یکپارچه پیاده شده بود. امکان هدایت هواگرد توسط هر دو خدمه وجود داشت که می‌توانست آن را به هواپیمای آموزشی تبدیل کند. کابین تحت فشار جداگانه ای نیز با ۵ صندلی برای مسافران وجود داشت. در ساخت این هواپیما جهت کاهش وزن و افزایش سرعت از آلیاژهای سبک استفاده گردید. نیرومحرکه آاُ ۱۹۲ توسط دو موتور آرگوس آاس ۱۰ هر یک با توان ۲۴۰ اسب بخار تأمین می‌شد. ارابه‌های فرود نمونه اولیه این هواگرد چرخ دم، جمع شونده به سمت بیرون دورن بال‌ها بود.
اولین پیش‌نمونه نخستین پرواز خود را در تابستان سال ۱۹۳۵ انجام داد و این اقدام به زودی با پیش‌نمونه دوم که تغییری در بخش دم به خود دید، دنبال شد. پیش‌نمونه سوم که در سال ۱۹۳۸ به پرواز درآمد، با بدنه ای طویل تر امکان حمل مسافر بیشتر را فراهم کرد. این پیش‌نمونه که موتوری قوی‌تر و ارابه فرود اصلاح شده داشت، مبنایی برای طراحی هواگرد غیرنظامی تاربری آا ۱۹۲بی گردید که برای اهداف پزشکی، ترابری سبک و مسافرتی استفاده شد. در آا ۱۹۲بی ظرفیت مسافران به شش نفر افزایش و تعداد پنجره‌ها در هر دو سمت بدنه از چهار به سه پنجره کاهش یافت. بدین منظور برای ایجاد فضای بیشتر ارابه‌های فرود به سمت عقب جمع می‌شدند. در این مدل از موتور آرگوس آاس ۱۰ایی با توان ۲۷۰ اسب بخار استفاده گردید. علاوه بر این تعدادی از این هواگردها برای مقاصد نظامی از جمله هواپیمای شناسایی سبک و بمب افکن سبک نیز در نظر گرفته شد. پیشبینی می‌شد در هواپیمای شناسایی (آاُ ۱۹۲سی‌اِی) با سه سرنشین از دو مسلسل ثابت شلیک کننده به جلو، یک مسلسل متحرک در سقف و هشت بمب ده کیلوگرمی استفاده شود. در مدل بمب افکن سبک نیز علاوه بر تسلیحات اشاره شده برای نمونه شناسایی، قرار بود از چهار بمب ۵۰ کیلوگرمی استفاده گردد. هیچ‌یک از این نمونه‌ها به مرحله تولید نرسید.
آگ‌اُ سفارش‌های زیادی برای ساخت تحت لیسانس هواپیماهای شرکت‌های دیگر برای لوفتوافه داشت که بخش عمده این همکاری‌ها در زمان جنگ با فوکه-وولف بود. به همین جهت تنها شش فروند آا ۱۹۲ تولید گردید.

## تاریخچه عملیاتی
این شش هواپیمای تولید شده توسط دولت آلمان خریداری گردید که یکی از آن‌ها به عنوان وسیله نقلیه شخصی دکتر رابرت لی، رئیس اداره کار آلمان استفاده می‌شد، در حالی که سایر هواپیماها به عنوان وسیله حمل و نقل توسط وافن اس‌اس و در مرکز آزمایشی رشلین-لارتز مورد استفاده قرار گرفت.

## انواع
آا ۱۹۲ وی۱
پیش‌نمونه اولیه با موتور آرگوس آاس ۱۰سی
آا ۱۹۲ وی۲
پیش‌نمونه دوم، اصلاح شده، بال‌های تقویت شده
آا ۱۹۲ وی۳
پیش‌نمونه سوم با موتور آرگوس آاس ۱۰ایی، بدنه و ارابه فرود اصلاح شده
آا ۱۹۲بی
مدل تولیدات مبتنی بر وی۳: شش فروند
آا ۱۹۲بی‌اس
هواپیمای پزشکی با دو تخت و یک دکتر
آا ۱۹۲بی‌ال
هواپیمای شناسایی
آا ۱۹۲دی‌اف
هواپیمای آموزشی با سه هنزآموز

## مشخصات فنی (آا ۱۹۲بی)

### مشخصات عمومی
- خدمه: ۲ نفر: خلبان و بیسیم‌چی
- ظرفیت: ۶ مسافر
- طول: ۱۰٫۹۸ متر
- طول بال: ۱۳٫۵۸ متر
- ارتفاع: ۳٫۶۴ متر
- مساحت بال: ۲۵٫۰۴ متر مربع
- زاویه بال: ۱۵٫۶ درجه[۳]
- مساحت کابین: ۳ متر مکعب[۳]
- قطر چرخ‌های اصلی: ۰٫۶۹ متر[۳]
- وزن خالی: ۱۶۴۰ کیلوگرم
- وزن ناخالص: ۲۸۶۰ کیلوگرم
- حداکثر وزن هنگام برخاستن: ۲۹۵۰ کیلوگرم
- ظرفیت سوخت: ۴۱۰ لیتر، ۳۸ لیتر روغن
- نیرومحرکه: دو موتور پیستونی وی معکوس ۸ سیلندر آرگوس آاس ۱۰ایی خنک شونده با هوا: هر یک ۲۷۰ اسب بخار
- پروانه: دو تیغه چوپی با زاویه قابل تنظیم با قطر ۲٫۳ متر

### عملکرد
- حداکثر سرعت: ۳۳۵ کیلومتر بر ساعت در ۲۰۰۰ متری
- سرعت فرود: ۹۰ کیلومتر بر ساعت
- مسافت فرود: ۲۷۵ متر
- مسافت برخاستن: ۲۳۵ متر
- پایاسیر: ۲۳۸ کیلومتر بر ساعت در ۲۰۰۰ متری
- برد: ۱۳۶۰ کیلومتر
- حداکثر ارتفاع: ۵۲۰۰ متر با دو موتور و ۱۵۰۰ متر با یک موتور
- سرعت صعود: ۴٫۲ متر بر ثانیه،[۳] ۱۰۰۰ متری در ۳٫۲ دقیقه، ۲۰۰۰ متری در ۷٫۲ دقیقه، ۴۰۰۰ متری در ۲۰ دقیقه